# Historienbibel

Historienbibel, Stadtbibliothek Mainz Hs II 64, Werkstatt Diebold Lauber, 2. Viertel 15. Jh.

Als Historienbibel oder Volksbibel wird eine spätmittelalterliche freie Bearbeitung des biblischen Stoffes (beginnend am Anfang der Welt- und Menschheitsgeschichte) in volkssprachiger Prosa bezeichnet. Historienbibeln waren in verschiedenen Fassungen vor allem im späten 14. und im 15. Jahrhundert in Oberdeutschland weit verbreitet. Zu den bekanntesten Historienbibeln gehört die 460 Blätter umfassende Vorauer Volksbibel von 1467 aus der Bibliothek von Stift Vorau.
Vor dem Aufkommen gedruckter Bibelübersetzungen boten Historienbibeln, die oft reich bebildert waren, den lateinunkundigen Laienkreisen des Adels und städtischen Patriziats eine Möglichkeit zur häuslichen Lektüre der biblischen Geschichte. Über 100 Handschriften sind erhalten. Sie variieren in Textbestand und Wortlaut stark, da die Historienbibeln sich nicht allein auf den Text der Vulgata stützen, sondern auch weitere Quellen in freier Bearbeitung einbeziehen: so vor allem deutsche und lateinische Weltchroniken (Petrus Comestor, Rudolf von Ems, Jans der Enikel, Heinrich von München). Dem Bedürfnis der ungelehrten Leser entsprechend, wird der Bericht der Bibel um apokryphe und profangeschichtliche Erzählungen (z. B. vom Leben Marias oder Alexanders des Großen) erweitert. Erbaulich-kommentierende Anteile werden dafür zurückgedrängt.
Der beliebte Typus verschwand im 16. Jahrhundert, weil der Humanismus und die Reformation die Vermischung biblischer und apokrypher Stoffe ablehnten.

## Edition
- Johann Friedrich Ludwig Theodor Merzdorf (Hrsg.), Die Deutschen Historienbibeln des Mittelalters. Nach vierzig Handschriften zum ersten Male herausgegeben. 2 Bde. (= Bibliothek des litterarischen Vereins Stuttgart Band 100/101), Tübingen: Selbstverlag des Litterarischen Vereins 1870. (Digitalisat Band 1: doi:10.11588/diglit.1257, Band 2: doi:10.11588/diglit.2063)